# Cardet (miejscowość)

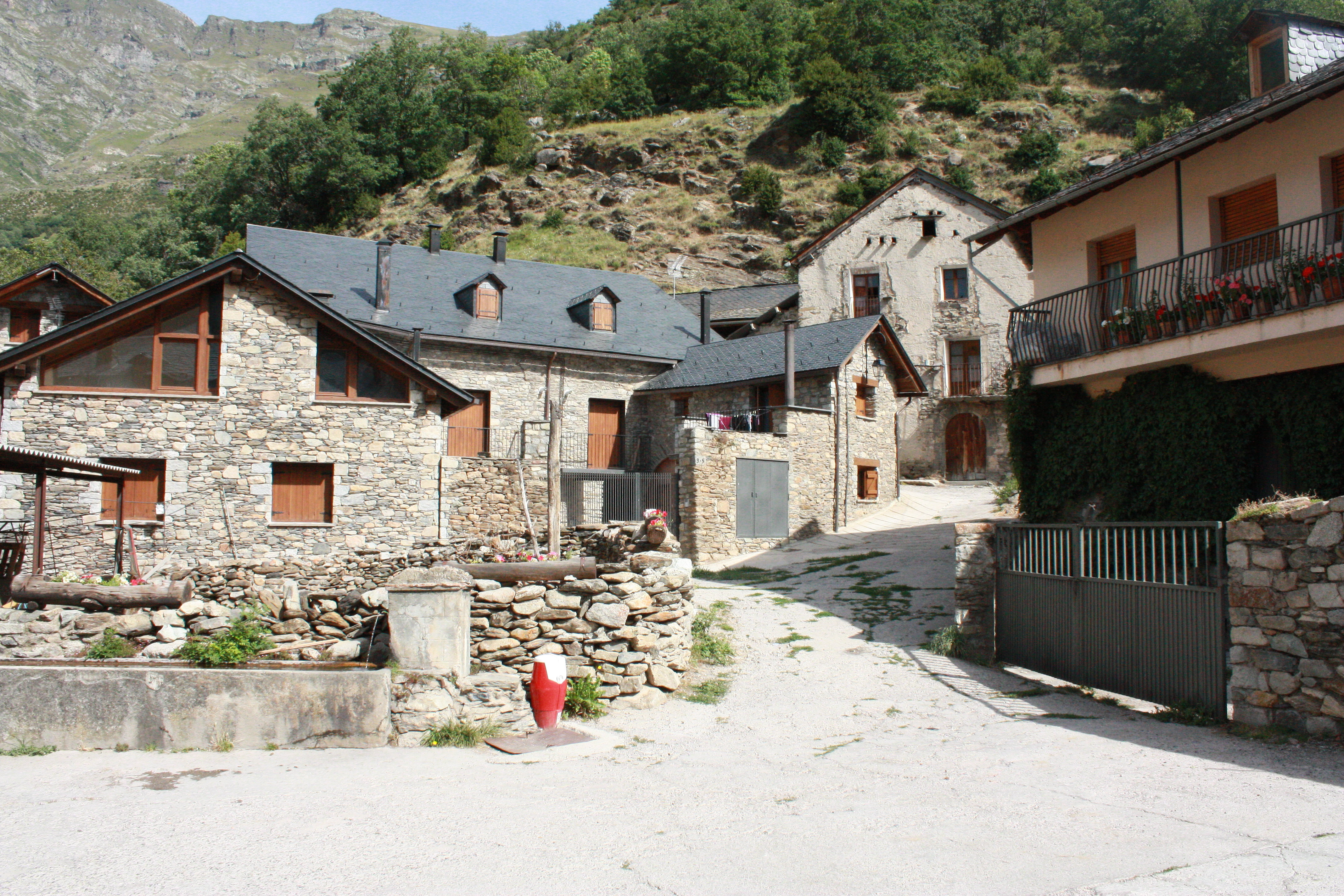
Cardet

Cardet – miejscowość w Hiszpanii, w Katalonii, w prowincji Lleida, w comarce Alta Ribagorça, w gminie La Vall de Boí.  Znajduje się na prawym brzegu rzeki Noguera de Tor.
Według danych INE z 2010 roku miejscowość zamieszkiwało 9 osób.